# Vysšaja Liga 1977-1978 (pallacanestro)
La Vysšaja Liga 1977-1978 è stata la 44ª edizione del massimo campionato sovietico di pallacanestro maschile. La vittoria finale è stata appannaggio del CSKA Mosca.

## Prima fase
|  |     | Squadra             | G  | V  | P  | Pt |
|  | --- | ------------------- | -- | -- | -- | -- |
|  | 1.  | CSKA Mosca          | 11 | 10 | 1  | 21 |
|  | 2.  | Spartak Leningrado  | 11 | 8  | 3  | 19 |
|  | 3.  | Dinamo Tbilisi      | 11 | 7  | 4  | 18 |
|  | 4.  | VEF Rīga            | 11 | 6  | 5  | 17 |
|  | 5.  | Dinamo Mosca        | 11 | 6  | 5  | 17 |
|  | 6.  | Kalev Tallin        | 11 | 6  | 5  | 17 |
|  | 7.  | Žalgiris Kaunas     | 11 | 6  | 5  | 17 |
|  | 8.  | Stroitel Kiev       | 11 | 5  | 6  | 16 |
|  | 9.  | RTI Minsk           | 11 | 4  | 7  | 15 |
|  | 10. | Statyba Vilnius     | 11 | 4  | 7  | 15 |
|  | 11. | Rīgas ASK           | 11 | 4  | 7  | 14 |
|  | 12. | Spartak Vladivostok | 11 | 0  | 11 | 11 |

## Seconda fase

### Poule qualificazione
|  |    | Squadra            | G  | V  | P  | Pt |
|  | -- | ------------------ | -- | -- | -- | -- |
|  | 1. | CSKA Mosca         | 25 | 23 | 2  | 48 |
|  | 2. | Spartak Leningrado | 25 | 15 | 10 | 40 |
|  | 3. | Dinamo Tbilisi     | 25 | 15 | 10 | 40 |
|  | 4. | Žalgiris Kaunas    | 25 | 13 | 12 | 38 |
|  | 5. | VEF Rīga           | 25 | 12 | 13 | 37 |
|  | 6. | Stroitel Kiev      | 25 | 11 | 14 | 36 |
|  | 7. | Dinamo Mosca       | 25 | 11 | 14 | 36 |
|  | 8. | Kalev Tallin       | 25 | 9  | 16 | 34 |

### Poule retrocessione
|  |    | Squadra             | G  | V  | P  | PF   | PS   | PF/PS | Pt |
|  | -- | ------------------- | -- | -- | -- | ---- | ---- | ----- | -- |
|  | 1. | RTI Minsk           | 23 | 13 | 10 |      |      |       | 36 |
|  | 2. | Statyba Vilnius     | 23 | 11 | 12 | 2316 | 2296 | +20   | 34 |
|  | 3. | Rīgas ASK           | 23 | 9  | 14 | 2343 | 2377 | -34   | 33 |
|  | 4. | Spartak Vladivostok | 23 | 2  | 21 |      |      |       | 25 |

## Play-off

### Poule scudetto
|  |    | Squadra            | G  | V  | P  | PF   | PS   | PF/PS | Pt |
|  | -- | ------------------ | -- | -- | -- | ---- | ---- | ----- | -- |
|  | 1. | CSKA Mosca         | 34 | 30 | 4  | 3788 | 3185 | +603  | 64 |
|  | 2. | Spartak Leningrado | 34 | 21 | 13 | 3255 | 3117 | +138  | 55 |
|  | 3. | Žalgiris Kaunas    | 34 | 17 | 17 | 3382 | 3495 | -113  | 51 |
|  | 4. | Dinamo Tbilisi     | 34 | 17 | 17 | 3312 | 3421 | -109  | 51 |

### Poule piazzamento
|  |    | Squadra             | G  | V  | P  | PF   | PS   | PF/PS | Pt |
|  | -- | ------------------- | -- | -- | -- | ---- | ---- | ----- | -- |
|  | 1. | Stroitel Kiev       | 35 | 18 | 17 | 3321 | 3322 | -1    | 53 |
|  | 2. | Dinamo Mosca        | 35 | 18 | 17 | 3828 | 3666 | +162  | 53 |
|  | 3. | VEF Rīga            | 35 | 17 | 18 | 3760 | 3891 | -131  | 52 |
|  | 4. | RTI Minsk           | 33 | 18 | 15 | 3548 | 3517 | +31   | 51 |
|  | 5. | Kalev Tallin        | 35 | 14 | 21 | 3351 | 3442 | -91   | 49 |
|  | 6. | Spartak Vladivostok | 33 | 3  | 30 | 3236 | 3711 | -475  | 36 |

## Squadra vincitrice
|  | Naz.                        | Ruolo | Sportivo               | Anno | Alt. |  |  |
|  | --------------------------- | ----- | ---------------------- | ---- | ---- |  |  |
|  | Unione Sovietica (bandiera) | G     | Vladimir Arzamaskov    | 1951 | 190  |  |  |
|  | Unione Sovietica (bandiera) | G     | Sergej Belov           | 1944 | 190  |  |  |
|  | Unione Sovietica (bandiera) |       | Andrej Bondarenko      |      |      |  |  |
|  | Unione Sovietica (bandiera) | AP    | Aleksandr Gusev        | 1958 | 197  |  |  |
|  | Unione Sovietica (bandiera) | P     | Stanislav Erëmin       | 1951 | 181  |  |  |
|  | Unione Sovietica (bandiera) |       | Aleksandr Ermolinnskij | 1959 | 208  |  |  |
|  | Unione Sovietica (bandiera) |       | Jurij Jurkov           |      |      |  |  |
|  | Unione Sovietica (bandiera) | AG    | Evgenij Kovalenko      | 1950 | 198  |  |  |
|  | Unione Sovietica (bandiera) | C     | Serhij Kovalenko       | 1947 | 216  |  |  |
|  | Unione Sovietica (bandiera) |       | Viktor Kuz'min         | 1961 | 201  |  |  |
|  | Unione Sovietica (bandiera) | AG    | Andrej Lopatov         | 1957 | 205  |  |  |
|  | Unione Sovietica (bandiera) |       | Aleksandr Lyndin       | 1959 | 180  |  |  |
|  | Unione Sovietica (bandiera) |       | Aleksandr Meleškin     | 1958 | 185  |  |  |
|  | Unione Sovietica (bandiera) | P     | Valerij Miloserdov     | 1951 | 187  |  |  |
|  | Unione Sovietica (bandiera) | AG    | Anatolij Myškin        | 1954 | 205  |  |  |
|  | Unione Sovietica (bandiera) |       | Aleksandr Nazarenko    |      |      |  |  |
|  | Unione Sovietica (bandiera) | A     | Viktor Petrakov        | 1949 | 200  |  |  |
|  | Unione Sovietica (bandiera) |       | Sergej Popov           | 1960 | 198  |  |  |
|  | Unione Sovietica (bandiera) |       | Anatolij Pyrikov       |      |      |  |  |
|  | Unione Sovietica (bandiera) |       | Il'ja Sannikov         |      |      |  |  |
|  | Unione Sovietica (bandiera) |       | Aleksandr Širšov       |      |      |  |  |
|  | Unione Sovietica (bandiera) |       | Vjačeslav Sokol'nikov  |      |      |  |  |
|  | Unione Sovietica (bandiera) |       | Michail Suchov         |      |      |  |  |
|  | Unione Sovietica (bandiera) |       | Vladimir Voroncov      |      |      |  |  |
|  | Unione Sovietica (bandiera) | C     | Alžan Žarmuchamedov    | 1944 | 207  |  |  |
|  | Unione Sovietica (bandiera) |       | Vadim Zel'din          |      |      |  |  |
|  | Unione Sovietica (bandiera) | ALL   | Aleksandr Gomel'skij   |      |      |  |  |